# Тахтабродский сельский округ
Тахтабродский сельский округ (каз. Тахтаброд ауылдық округі) — административная единица в составе района имени Габита Мусрепова Северо-Казахстанской области Казахстана. Административный центр — село Тахтаброд.
Население — 2281 человек (2009, 3124 в 1999, 4462 в 1989).

## История
Тахтабродский сельский совет образован 22 октября 1955 года. 24 декабря 1993 года решением главы Кокчетавской областной администрации образован Тахтабродский сельский округ.
В состав сельского округа вошла территория ликвидированного Ковыльного сельского совета (сёла Ковыльное, Привольное, Сазоновка). Станционный поселок Тахтаброд был ликвидирован 26 сентября 2002 года. Село Сазоновка было ликвидировано в 2013 году.

## Состав
В состав округа входят такие населенные пункты:
| Населенный пункт               | Население, человек (1989) | Население, человек (1999) | Население, человек (2009) |
| ------------------------------ | ------------------------- | ------------------------- | ------------------------- |
| Ковыльное, село                | 667                       | 445                       | 379                       |
| Литвиновка, село               | 413                       | 324                       | 294                       |
| Привольное, село               | 272                       | 206                       | 28                        |
| Рухловка, село                 | 282                       | 246                       | 115                       |
| Сазоновка, село                | 191                       | 65                        | 6                         |
| Тахтаброд, село                | 2537                      | 1838                      | 1459                      |
| Тахтаброд, станционный поселок | 100                       | -                         | -                         |